# Saint-Vincent-sur-Graon
Saint-Vincent-sur-Graon ist eine französische Gemeinde mit 1.592 Einwohnern (Stand: 1. Januar 2022) im Département Vendée in der Region Pays de la Loire; sie gehört zum Arrondissement Les Sables d’Olonne und zum Kanton Mareuil-sur-Lay-Dissais (bis 2015: Kanton Moutiers-les-Mauxfaits). Die Einwohner werden Graonnais genannt.

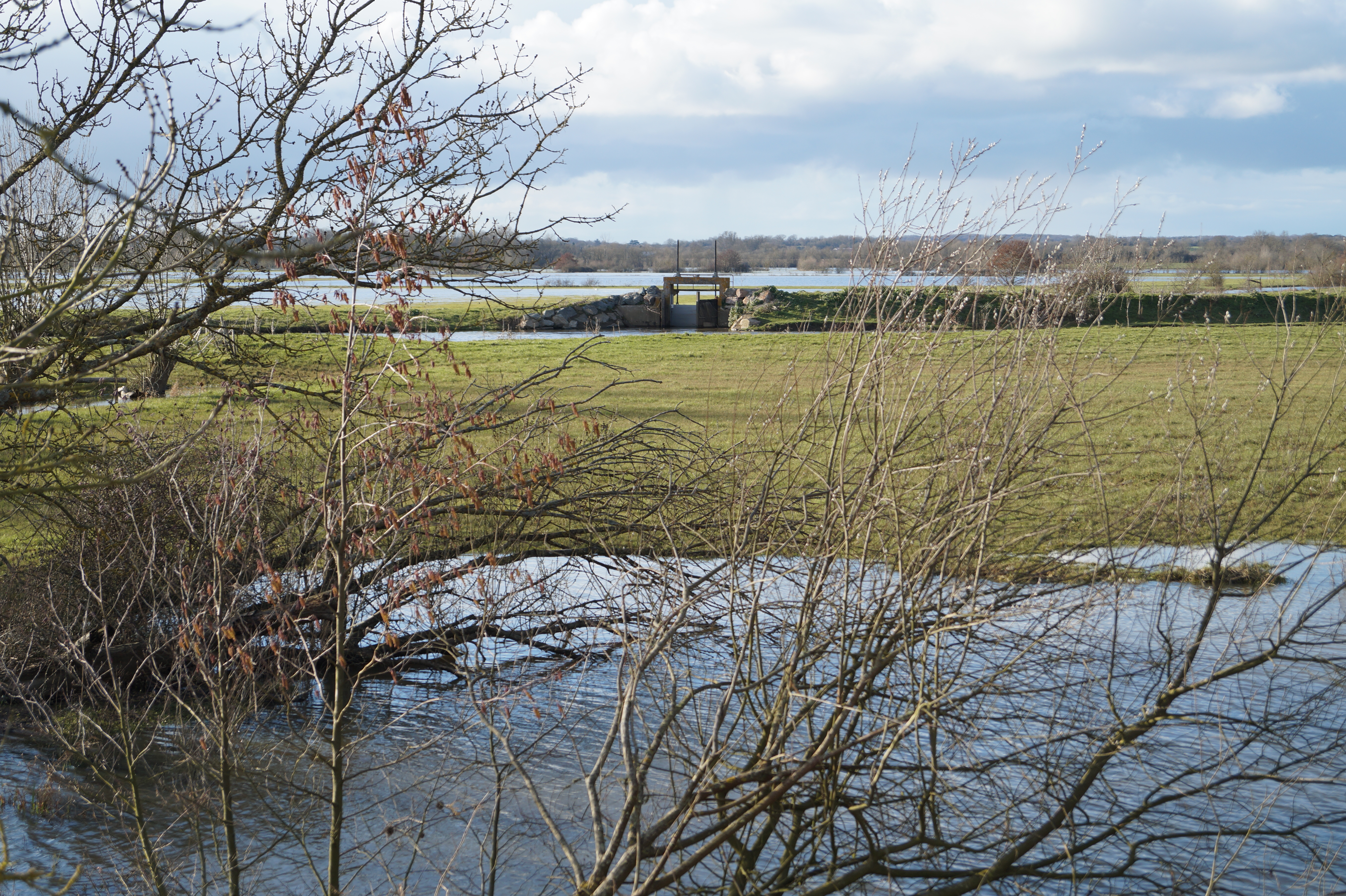
Das Dreieck zwischen den Gemeinden La Bretonnière-la-Claye, Champ-Saint-Père und Saint-Vincent-sur-Graon

## Geographie
Saint-Vincent-sur-Graon liegt etwa 17 Kilometer südlich von La Roche-sur-Yon am namengebenden Flüsschen Graon, das mit seinen Seen (Lac du Graon) die östliche Gemeindegrenze bildet. Das Gemeindegebiet gehört zum Regionalen Naturpark Marais Poitevin. Umgeben wird Saint-Vincent-sur-Graon von den Nachbargemeinden La Boissière-des-Landes im Norden und Nordwesten, Le Champ-Saint-Père im Osten und Nordosten, La Bretonnière-la-Claye im Südosten, Saint-Cyr-en-Talmondais im Süden, Le Givre im Westen und Südwesten sowie Moutiers-les-Mauxfaits und Saint-Avaugourd-des-Landes im Westen.

## Bevölkerungsentwicklung
| Jahr                      | 1962 | 1968 | 1975 | 1982 | 1990 | 1999 | 2006 | 2013 |
| Einwohner                 | 1016 | 927  | 1000 | 1020 | 1031 | 1062 | 1277 | 1389 |
| Quelle: Cassini und INSEE |      |      |      |      |      |      |      |      |

## Sehenswürdigkeiten
- Menhir de la Chenillée
- Kapelle von Malcôte
- Schloss La Gaudinière
- Schloss Bigeoire